# Peter Palumbo
Peter Garth Palumbo, baron Palumbo (né le 20 juillet 1935) est un promoteur immobilier et un collectionneur d'art. Palumbo est un ancien président de l'Arts Council of Great Britain et un pair à vie. Il siège en tant que conservateur à la Chambre des lords de 1991 à 2019.

## Jeunesse
Lord Palumbo est le fils de Rudolph Palumbo, lui-même un important promoteur immobilier et de sa première épouse Elsie Gregory. Il fait ses études à Scaitcliffe, à Englefield Green, Surrey, puis au Collège d'Eton et étudie le droit et la jurisprudence au Worcester College, Oxford, où il obtient un diplôme de troisième classe.

## Carrière

### Projets immobiliers et maisons notables
Dans les années 1960, Palumbo charge Ludwig Mies van der Rohe de construire une tour à Londres; bien qu'elle ait été conçue, elle n'a jamais été construite.
En 1972, Palumbo achète Farnsworth House aux États-Unis (en dehors de Chicago), conçue par Mies van der Rohe, à laquelle Palumbo ajoute les meubles du designer. Il agrandit également le terrain de la maison en achetant des propriétés adjacentes et y place le travail de sculpteurs dont Anthony Caro et Richard Serra. Palumbo vend la propriété aux enchères au National Trust for Historic Preservation en 2003. Palumbo possède également Kentuck Knob, une maison privée construite par Frank Lloyd Wright dans les Monts Allegheny au sud de Pittsburgh, en Pennsylvanie; possédait une unité dans les Immeubles 860 et 880 Lake Shore Drive à Chicago; et pour un temps possède les Maisons Jaoul de Le Corbusier à Neuilly-sur-Seine, Paris .
En 1994, Palumbo démolit le bâtiment Mappin &amp; Webb dans la ville de Londres et le remplace au No 1 Poultry, par un bâtiment conçu par l'architecte britannique, James Stirling, qui est inauguré par le gouverneur de la Banque d'Angleterre, Edward George.

### Arts
Palumbo est administrateur de la Tate Gallery de 1978 à 1985 et président de la fondation de la galerie entre 1986 et 1987. Il est auparavant administrateur de la Whitechapel Art Gallery et du Musée d'histoire naturelle de Londres. Il est président du conseil d'administration de la Serpentine Gallery. Margaret Thatcher le nomme président de l'Arts Council of Great Britain de 1988 à 1994.
Il est également le chancelier de l'université de Portsmouth et le président des amis du cimetière de Highgate. Il est membre du conseil d'administration de The Architecture Foundation. Palumbo préside le jury du prix Pritzker d'architecture.
Il coordonne l'effort de collecte de fonds pour ressusciter et rénover l'église de St Stephen Walbrook à Londres, un bâtiment de Christopher Wren qui a été gravement endommagé pendant le Blitz (pendant la Seconde Guerre mondiale) - le sculpteur Henry Moore est chargé par Palumbo de construire un autel en pierre pour l'église. L'ancien recteur de St Stephen Walbrook et fondateur de The Samaritans, Chad Varah, est également l'aumônier de la famille.
Il est créé pair à vie, sur nomination par Margaret Thatcher, le 4 février 1991 comme baron Palumbo, de Walbrook dans la ville de Londres. Il siège à la Chambre des lords jusqu'à sa retraite le 2 septembre 2019.

## Vie privée
Il épouse Denia Wigram (la fille de Lionel Wigram) en 1959 - ensemble, ils ont un fils (James Palumbo) et deux filles. Ils divorcent en 1977. Après la mort de Denia en 1986, il épouse Hayat Mrowa (fille de l'éditeur de journal libanais Kamel Mrowa (en) et ex-épouse de l'homme d'affaires Ely Calil) avec qui il a un autre fils et deux filles .
Palumbo est un coéquipier de polo du prince Charles et les deux sont proches jusqu'en 1984 lorsque le prince critique publiquement les plans de Palumbo par Mies van der Rohe près de la cathédrale Saint-Paul que Charles décrit comme "une souche de verre" qui, face à l'opposition, n'est pas réalisé. En 1988, Palumbo est le parrain de la princesse Beatrice d'York, la fille aînée du duc d'York.